# 六郷村 (熊本県)
六郷村（ろくごうむら）は、熊本県の北部、鹿本郡にかつてあった村である。

## 歴史
- 1889年4月1日 - 町村制が施行。山鹿郡下内田村、長村、太田村、下永野村、上永野村、五郎丸村が合併して発足。
- 1896年4月1日 - 山鹿郡と山本郡が合併して鹿本郡となる。
- 1955年4月1日 - 内田村、城北村と合併し菊鹿村となる。

## 学校
- 六郷村立六郷小学校